# 창 (1969년 영화)
"창"(窓)는 1969년 공개된 대한민국의 영화이다.

## 배역
- 윤정희
- 오영일
- 김성옥
- 박암
- 안인숙
- 김희갑
- 김칠성